# Sturmfels (Schiff, 1921)
Die 1921 in Dienst gestellte zweite Sturmfels der Deutschen Dampfschiffahrtsgesellschaft „Hansa“ (DDG „Hansa“) war das Typschiff der zwölf ab 1921 in Dienst genommenen Frachtschiffe der Sturmfels-Klasse, die zum Teil schon im Ersten Weltkrieg bestellt worden waren. Es war die größte Schiffsklasse der DDG „Hansa“.
Die Sturmfels suchte bei Kriegsbeginn 1939 den Hafen von Bandar Schahpur im Iran als Zuflucht auf. Dort verblieb sie fast zwei Jahre zusammen mit vier weiteren Schiffen der DDG „Hansa“. Als am 25. August 1941 britische Truppen den iranischen Hafen besetzten, gelang es der Besatzung nicht, die Sturmfels zu versenken.
Schon 1941 wurde sie als Empire Kumari auf alliierter Seite als Frachter eingesetzt, wie vier der anderen Schiffe der DDG „Hansa“. Am 26. August 1942 wurde das in einem Konvoi laufende Schiff durch U 375 nördlich von Port Said auf der Position 31° 58' N / 34° 21' O torpediert. Eine Korvette übernahm die Besatzung und britische Schlepper brachten das schwer beschädigte Schiff in seichtes Wasser vor Haifa, wo es sank. 1952 wurde das Wrack endgültig abgebrochen.

## Geschichte des Schiffes
Die erste, 1912 gelieferte Sturmfels von 5660 BRT/ 8700 tdw hatte bei Ausbruch des Ersten Weltkriegs in Massaua Zuflucht genommen, wo sie von Italien bei Kriegsbeitritt beschlagnahmt wurde. Sie überlebte auch den Zweiten Weltkrieg und wurde erst 1958 abgebrochen.

Die zweite Sturmfels der DDG „Hansa“ lief am 12. August 1920 vom Stapel und war das Typschiff von insgesamt zwölf Frachtschiffen der Sturmfels-Klasse, die 1921/1922 neben Schiffen vom größeren Typ Frauenfels der Reederei für den Wiederaufbau ihrer Dienste geliefert wurden. Die schon im März 1916 bestellte Sturmfels entstand bei der AG Weser unter der Baunummer 263, wo unter den Baunummern 264/5 und 276–279 noch sechs weitere Schiffe dieses Typs entstanden, die auch schon 1916 geordert wurden.
Dazu entstanden drei Schiffe auf der Werft Joh. C. Tecklenborg und je eines bei den Howaldtswerken in Kiel und der Flensburger Schiffbau-Gesellschaft. Mit insgesamt zwölf Schiffen war der Typ die größte einheitliche Bauserie der DDG „Hansa“ zwischen den Weltkriegen. Abgeliefert wurden die Schiffe zwischen März 1921 und Dezember 1922.
Gleichzeitig entstanden die vier Neubauten der größeren Frauenfels-Klasse bei Tecklenborg. Mit diesen Schiffen baute die Reederei ihre Dienste nach Indien wieder auf. Der Neubau hatte eine Länge von 131,5 m, war 17,23 m breit und hatte einen Tiefgang von 8,04 m. Vermessen war das Schiff mit 6288 BRT und hatte eine Tragfähigkeit von 9367 tdw. Angetrieben wurde der Neubau von einer von der Bauwerft gefertigten 3-Zylinder-Dreifach-Expansionsmaschine, die 3200 PSi leistete und auf eine Schraube wirkte. Sie ermöglichte der Sturmfels eine Geschwindigkeit von 12 kn. Die Maschinenleistung des Schiffes erhöhte sich im Januar 1936 durch den Einbau einer Bauer-Wach-Abdampfturbine auf 3950 PSi. Diese Modernisierung erfolgte auf allen Schiffen bei der Deschimag Werk AG Weser zwischen Mai 1934 und April 1936.
Am 10. März 1921 wurde die zweite Sturmfels an die DDG „Hansa“ abgeliefert. Schon bis zum Jahresende folgten acht weitere Schiffe. Die Schiffe hatten ein Ladegeschirr mit einem 30-t- und einem 20-t-Ladebaum sowie sechzehn 5-t-Ladebäumen. Die Besatzungen sollten 74 Mann umfassen, wobei in der Maschine acht Europäer und 39 Inder eingesetzt werden sollten. Alle Schiffe hatten Kabinen für vier Passagiere.
Die neue Sturmfels wurde auf den Liniendiensten der Reederei in den Mittleren Osten eingesetzt. Beim Empfang der Warnnachrichten über den drohenden Kriegsausbruch Kriegsbeginn 1939 lief das auch der Heimreise in Bushir befindliche Schiff das iranische Bandar Schahpur als Schutzhafen an. Dort befand sich auch das Schwesterschiff Wildenfels und die etwas größere Marienfels. Schließlich trafen dort auch noch die Motorschiffe Weissenfels (7861 BRT, 1925) und Hohenfels (7862 BRT, 1938) ein. Von den neun weiteren in Dienst befindlichen Schiffen der Sturmfels-Klasse befanden sich bei Kriegsbeginn drei Schiffe in der Heimat. Die Falkenfels war im Mittelmeer, Liebenfels und Wartenfels im italienischen Massaua am Roten Meer, die Drachenfels im portugiesischen Mormugoa und die Werdenfels im niederländischen Sabang. In See befand sich die Trifels, die versuchte, rund um Afrika die Heimat zu erreichen, allerdings nach dem Wiederauslaufen von den Azoren von einem französischen Hilfskreuzer gekapert wurde.

### Kriegsschicksal
Die Sturmfels und die anderen vier Schiffe der DDG „Hansa“ blieben bis 1941 im Hafen von Bandar Schahpur am Ende des Persischen Golfs, nahe Basra im britischen Irak. In den Zeiten des deutsch sowjetischen Bündnisses wurden die Besatzungen der drei Dampfschiffe reduziert, da eine Nutzung dieser Schiffe während des Krieges nicht zu erwarten war und ein Teil der deutschen Seeleute kehrte über die Sowjetunion in die Heimat zurück.

Von den Schwesterschiffen der Sturmfels wurde die Werdenfels am 12. Mai 1940 von den Niederlanden beschlagnahmt und als Balingkar auf alliierter Seite eingesetzt.

Der Wartenfels gelang es, aus Massaua in das von Vichy-Frankreich-kontrollierte Diego Suarez zu entkommen, während die Liebenfels in Massaua sich vor der britischen Besetzung im April 1941 selbst versenkte.

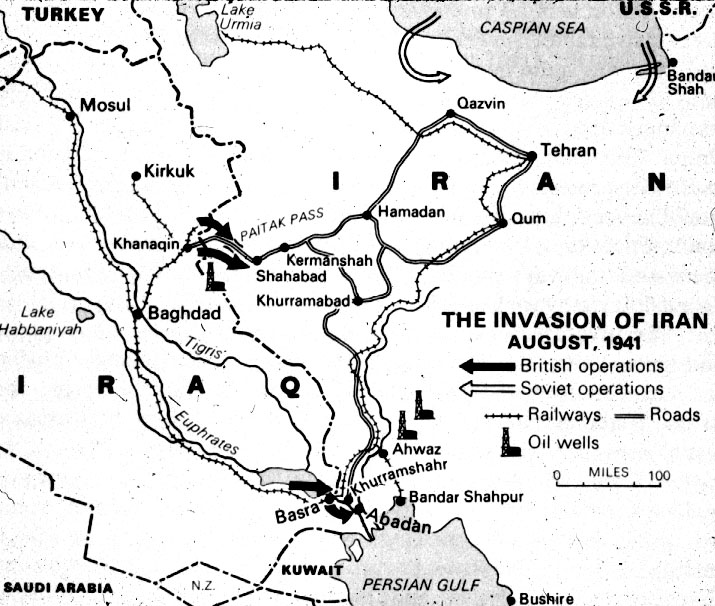
Invasion des Iran

Nach dem deutschen Angriff auf die Sowjetunion (Unternehmen Barbarossa) im Juni 1941 fürchteten die Briten, dass die Abadan-Raffinerie der Anglo-Iranian Oil Company (AIOC) trotz erklärter Neutralität wegen einer pro-deutschen Haltung im Iran in deutsche Hände fallen könnte. Dazu wurde ein einfacherer Weg gesucht der Sowjetunion dringend benötigten Nachschub im Rahmen des US-amerikanischen Leih- und Pachtgesetzes zuzuführen. Am 16. August 1941 verlangten der britische und der sowjetische Botschafter von der iranischen Regierung die Ausweisung aller im Iran tätigen Deutschen.

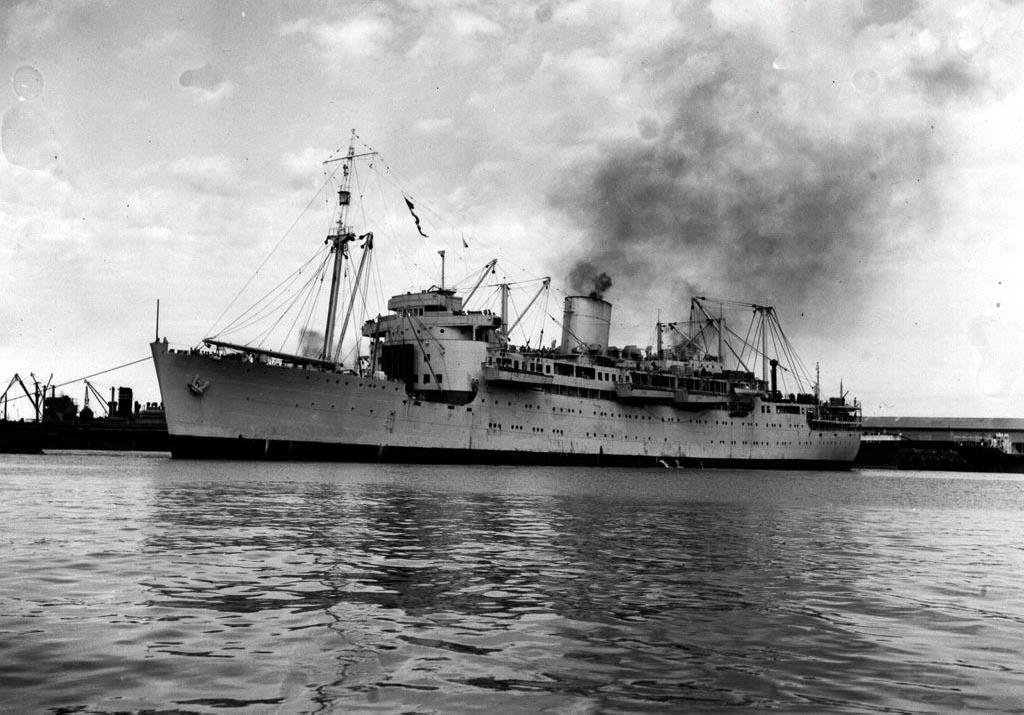
Die HMAS Kanimbla

Da dieser sich weigerte, kam es am 25. August 1941 zur Invasion des Iran durch britische und sowjetische Truppen. Eine kleine britische Einheit von zwei Infanteriebataillonen landete mit dem Hilfskreuzer HMAS Kanimbla, dem Kanonenboot HMS Cockchafer (1915, 625 ts), der Korvette HMS Snapdragon (K10, 1940, 975 ts), dem Trawler HMT Arthur Cavannagh sowie der indischen Sloop HMIS Lawrence (L83, 1919, 1225 ts) und zwei weiteren Hilfsschiffen im Hafen von Bandar Schahpur, um Hafen und Ölterminal zu sichern. Von den deutschen Schiffen sollte vorrangig die Hohenfels, Schwesterschiff der Hilfskreuzer Atlantis und Pinguin gesichert werden. Die deutschen Restbesatzungen leiteten die vorbereiteten Selbstversenkungen ein, die wegen der geringen Wassertiefe des Hafens wenig erfolgreich waren. Es wurden die fünf „Hansa“-Schiffe, drei italienische Schiffe neben zwei iranischen Kanonenbooten, einem Schwimmdock und dem Bahnendpunkt erobert.

Nur der Besatzung des Motorschiffs Weissenfels gelang es ihr Schiff zu vernichten; die anderen konnten relativ schnell gehoben und instand gesetzt werden. Die Hohenfels kam als Empire Kamal, die Marienfels kam als Empire Rani, die Wildenfels kam als Empire Raja und die Sturmfels kam als Empire Kumari auf alliierter Seite im Dienst.

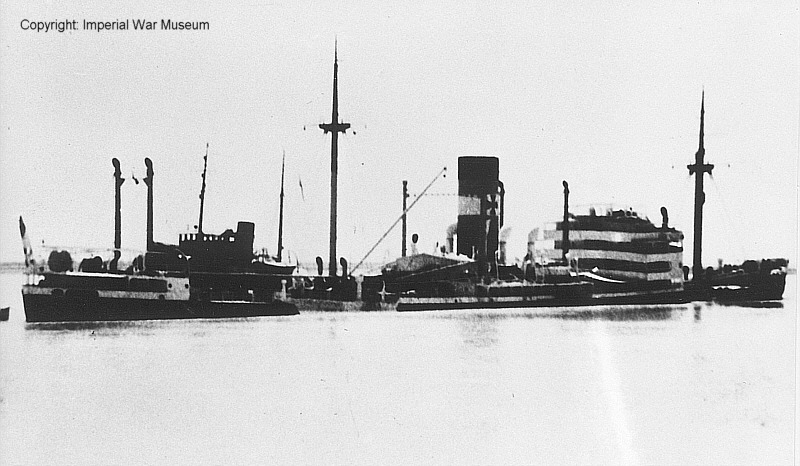
Die „versenkte“ Hohenfels
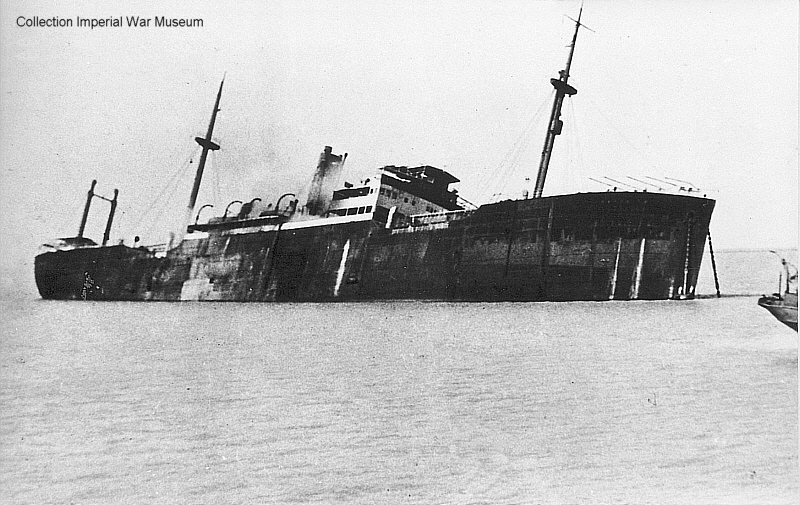
Die schwer beschädigte Weissenfels
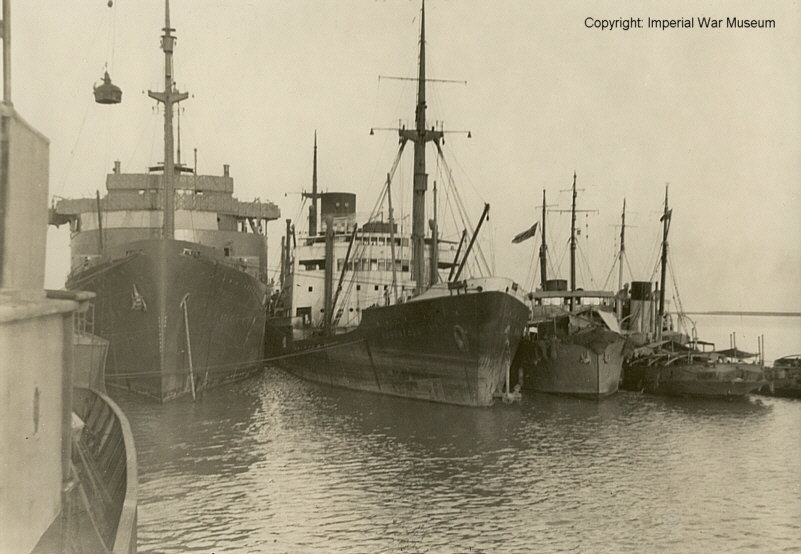
Die Hohenfels gesichert durch britische Schiffe

### Das Ende derEmpire KumariexSturmfels
Die Empire Kumari wurde von der Anchor Line im Auftrag des Ministry of War Transport betrieben.
Am 26. August 1942 wurde die Empire Kumari am frühen Abend im Konvoi LW 38 auf dem Weg von Haifa nach Port Said vom deutschen Unterseeboot U 375 auf 31° 58'N, 34°21'E torpediert. Drei Mann der Besatzung kamen ums Leben. Der Kapitän, 84 Mann Besatzung und vier Kanoniere wurden von der Flower-Klassen-Korvette Gloxinia übernommen und das schwer beschädigte Schiff in Schlepp genommen. Dann übernahmen der Bergungsschlepper Brigand der der gleichnamigen Klasse und der Hafenschlepper Roach die Empire Kumari, während die Korvette die Besatzung nach Haifa brachten. Der Schleppzug erreichte die Bucht von Haifa, aber die ehemalige Sturmfels sank am Abend des 27. August vor dem Hafen von Haifa.

Im Juni 1952 wurden das Wrack abgebrochen.

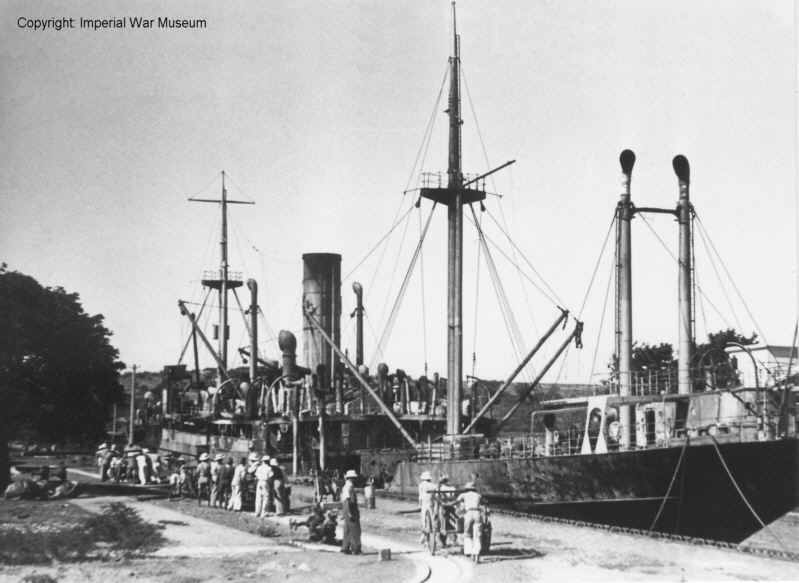
Die Empire Tugela, Schwesterschiff der Sturmfels
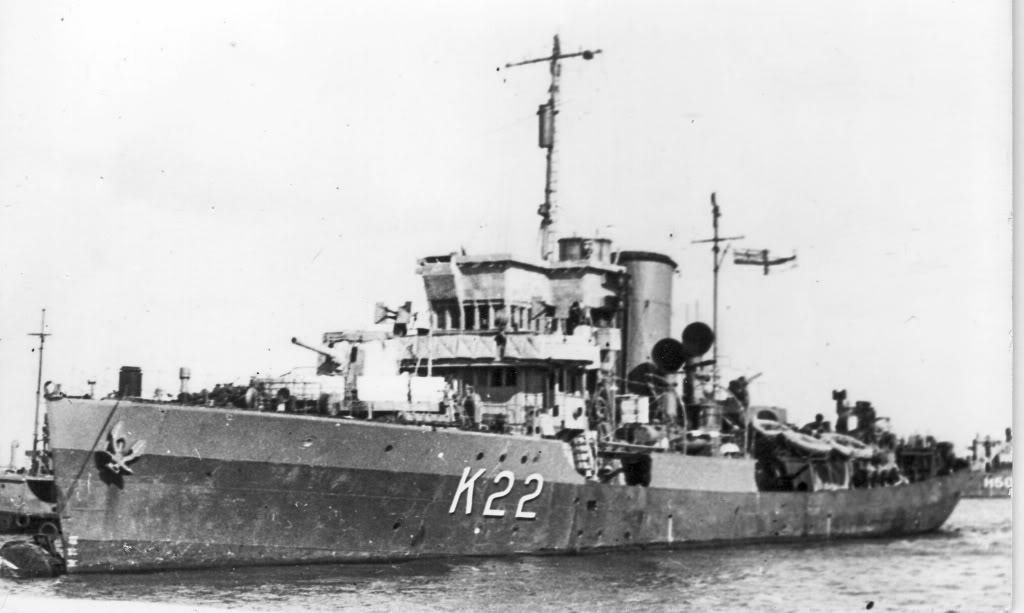
Die HMS Gloxinia (K22)
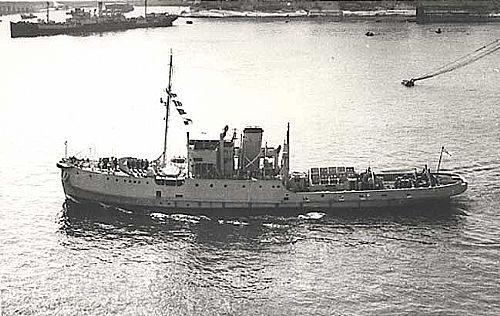
Der Bergungsschlepper Brigand

Das Schicksal, nach Erbeutung durch die Alliierten durch die Deutschen endgültig vernichtet zu werden, erlitten auch
das Schwesterschiff Werdenfels als niederländische Balingkar am 18. August 1941 durch U 214
die Uhenfels am 27. Juni 1941 als Empire Ability durch U 69 und
die Lindenfels als niederländische Mangkalihat am 4. Mai 1942 durch eine Mine der Doggerbank.

Auch wurden etliche für die DDG „Hansa“ gebaute Schiffe, die im oder nach dem Ersten Weltkrieg unter andere Flaggen gekommen waren, im Zweiten Weltkrieg durch die Deutschen zerstört.

### Die Schiffe derSturmfels-Klasse
| Name            | Bauwerft              | BRT tdw   | Stapellauf in Dienst  | weiteres Schicksal |
| Sturmfels (2)   | AG Weser BauNr.263    | 6288 9367 | 12.08.1920 10.03.1921 | Januar 1936 Einbau Abdampfturbine, 1939 Bandar Schahpur, 25. August 1941 bei britischer Invasion in Brand gesetzt, repariert schon 1941 als Empire Kumari wieder in Fahrt, 26. August 1942 durch U 375 torpediert und am folgenden Tag vor Haifa gesunken |
| Lauterfels (2)  | AG Weser BauNr.264    | 6310 9357 | 19.02.1921 1.05.1921  | April 1935 Einbau Abdampfturbine, 1939 Truppentransporter in der Ostsee, am 8. Oktober 1942 nach einem Minentreffer vor Terschelling auf der Position 53°34' N / 05°05' O gesunken |
| Gutenfels (3)   | AG Weser BauNr.265    | 6310 9090 | 8.04.1921 2.07.1921   | am 24. August 1923 auf einer Reise von Kalkutta nach Bremen mit einer Ladung Stückgut nahe Gibraltar gestrandet und später zum Totalverlust erklärt |
| Falkenfels (2)  | AG Weser BauNr.276    | 6318 9367 | 6.06.1921 29.10.1921  | Juli 1935 Einbau Abdampfturbine, 1939 Ancona, dann Fiume, Triest, 1940 Transporter im Mittelmeer, 21. Mai 1941 im Ionischen Meer vor der griechischen Küste nach Minentreffer gesunken |
| Werdenfels (2)  | AG Weser BauNr.277    | 6318 9367 | 29.06.1921 21.12.1921 | April 1936 Einbau Abdampfturbine, 1939 Sabang, 1940 beschlagnahmt: Balingkar, 18. August 1941 im Konvoi SL 118 auf der Reise nach Großbritannien nördlich der Azoren durch U 214 auf 41° 34´N, 19° 49´W versenkt |
| Liebenfels (2)  | AG Weser BauNr.278    | 6318 9367 | 29.11.1921 21.02.1922 | August 1935 Einbau Abdampfturbine, 1939 Massaua, am 4. April 1941 durch Besatzung in Brand gesetzt und versenkt, durch Briten geborgen und im Herbst 1942 als Empire Nile wieder in Dienst, 1948 Verkauf nach China, 1981 gestrichen |
| Birkenfels (2)  | AG Weser BauNr.279    | 6322 9357 | 7.03.1922 23.04.1922  | Mai 1934 Einbau Abdampfturbine, 1940 für Unternehmen Seelöwe als Transporter vorgesehen, 18. Dezember 1940 vor der Schelde nach Minentreffer gesunken |
| Trifels (3)     | Tecklenborg BauNr.284 | 6182 9377 | 14.01.1921 23.02.1922 | August 1935 Einbau Abdampfturbine, 1939 auf der Ausreise im Indischen Ozean, bis zum 26. September um das Kap der Guten Hoffnung bis nach Ponta Delgada / Azoren marschiert, 12. November 1939 wieder ausgelaufen zum Blockadedurchbruch, am 14. französischen Hilfskreuzer Koutoubia gestellt und nach Casablanca gebracht, in französischem Dienst als Sainte Louise, am 18. Februar 1941 in Bordeaux wieder von den Deutschen übernommen, am 9. September 1941 auf Reise von dort nach Rotterdam vor Calais durch britisches Motortorpedoboot versenkt |
| Wartenfels (2)  | Tecklenborg BauNr.288 | 6181 9357 | 3.10.1921 3.12.1921   | November 1935 Einbau Abdampfturbine, 1939 auf der Heimreise im Roten Meer vor Suez, nach Massaua zurückgelaufen, am 26. Februar 1941 aus Massaua entkommen und nach Diego Suarez entkommen, dort im Trockendock repariert, bei britischer Besetzung am 6. Mai 1942 von eigener Besatzung Maschine gesprengt und in Brand gesetzt, durch Briten repariert und im November 1942 als Empire Tugela in Dienst, 1947 in Chitpur umbenannt, 1948 Verkauf nach China, 1995 gestrichen                                                                            |
| Wildenfels (2)  | Tecklenborg BauNr.311 | 6223 9479 | 21.10.1922 19.12.1922 | Juli 1935 Einbau Abdampfturbine, 1939 in Bandar Schahpur Zuflucht gesucht, Teil der Besatzung 1940 über Sowjetunion zurück nach Deutschland, am 25. August 1941 bei britischer Besetzung von Restbesatzung versenkt, von Briten gehoben und noch 1941 in Dienst genommen als Empire Raja, 1949 nach China verkauft, 1951 Weiterverkauf nach Japan, 1960 als Liverpool Maru abgebrochen |
| Drachenfels (3) | Howaldt BauNr.594     | 6342 9479 | 06.1921 13.09.1921    | August 1935 Einbau Abdampfturbine, 1939 in Mormugoa Zuflucht gesucht, am 9. März 1943 nach britischem Angriff auf die Ehrenfels von der Besatzung in Brand gesetzt und versenkt, Wrack 1948 gehoben und verschrottet |
| Trautenfels (2) | Flensburg BauNr.358   | 6418 9611 | 26.07.1921 5.11.1921  | 1939 in Deutschland, am 7. September 1941 zusammen mit der Barcelona (Sloman, 3101 BRT, 1921) vor dem Porsangerfjord mit 1500 Soldaten der 6. Gebirgs-Division an Bord einem Angriff der britischen Kreuzer HMS Aurora und HMS Nigeria entkommen, die nur das sichernde Artillerieschulschiff Bremse versenken, Trautenfels am 11. Dezember 1942 vor Terschelling nach Minentreffer gesunken |